# Scaphorhina schoolmeestersi
Scaphorhina schoolmeestersi är en skalbaggsart som beskrevs av Marc Lacroix 2011. Scaphorhina schoolmeestersi ingår i släktet Scaphorhina och familjen Melolonthidae. Inga underarter finns listade i Catalogue of Life.